# Sabbiatrice

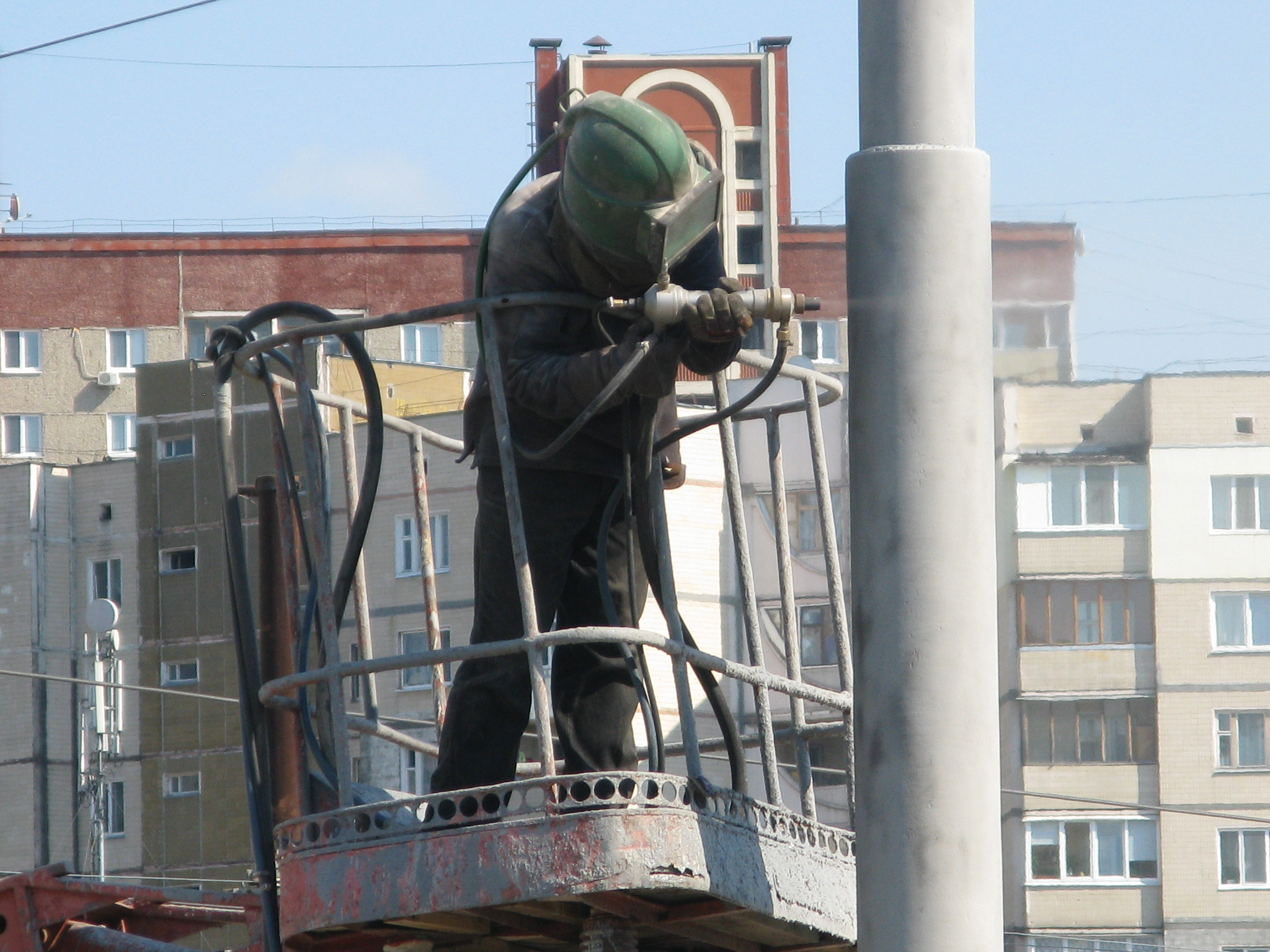
Sabbiatura per la pulizia di una colonna in metallo.

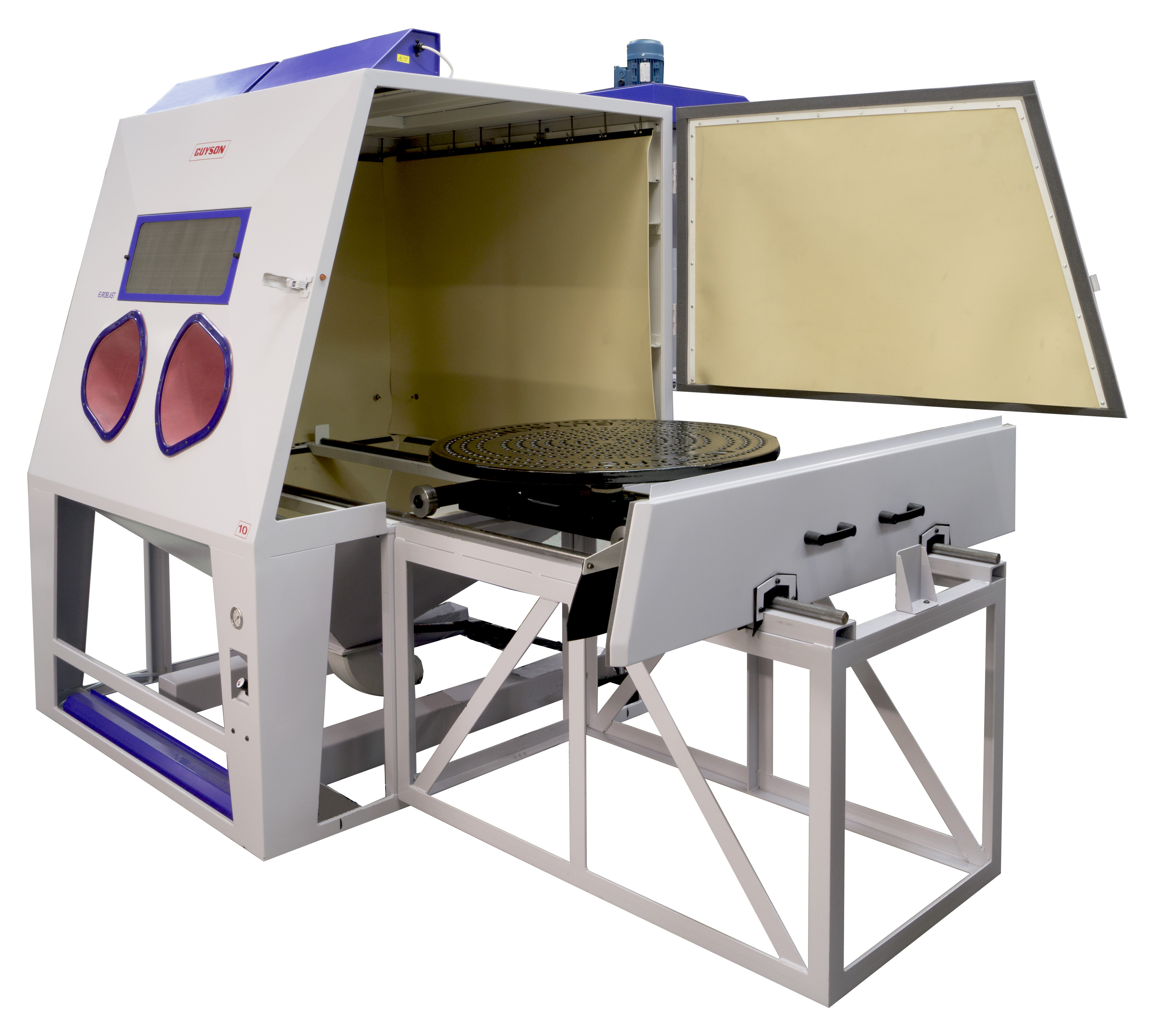
Cabina di sabbiatura

La sabbiatrice è una macchina che, grazie all'azione dell'aria compressa, lancia microsfere metalliche contro oggetti, generalmente metallici o di pietra, al fine di lucidarli o eliminare materiale in superficie.
È inoltre utilizzata per i lavori di restauro di edifici, con lo scopo di pulire le vecchie travi di legno o elementi in pietra o marmo.

## Descrizione
La sabbiatrice a getto libero è alimentata ad aria compressa ed è composta da:
- Serbatoio o tramoggia di contenimento dell'abrasivo soggetto a pressione;
- Tubo di trasporto dell'abrasivo;
- Ugello di sabbiatura al carburo di tungsteno;
- Sistemi di controllo e di sicurezza a norma.

## Principio di funzionamento

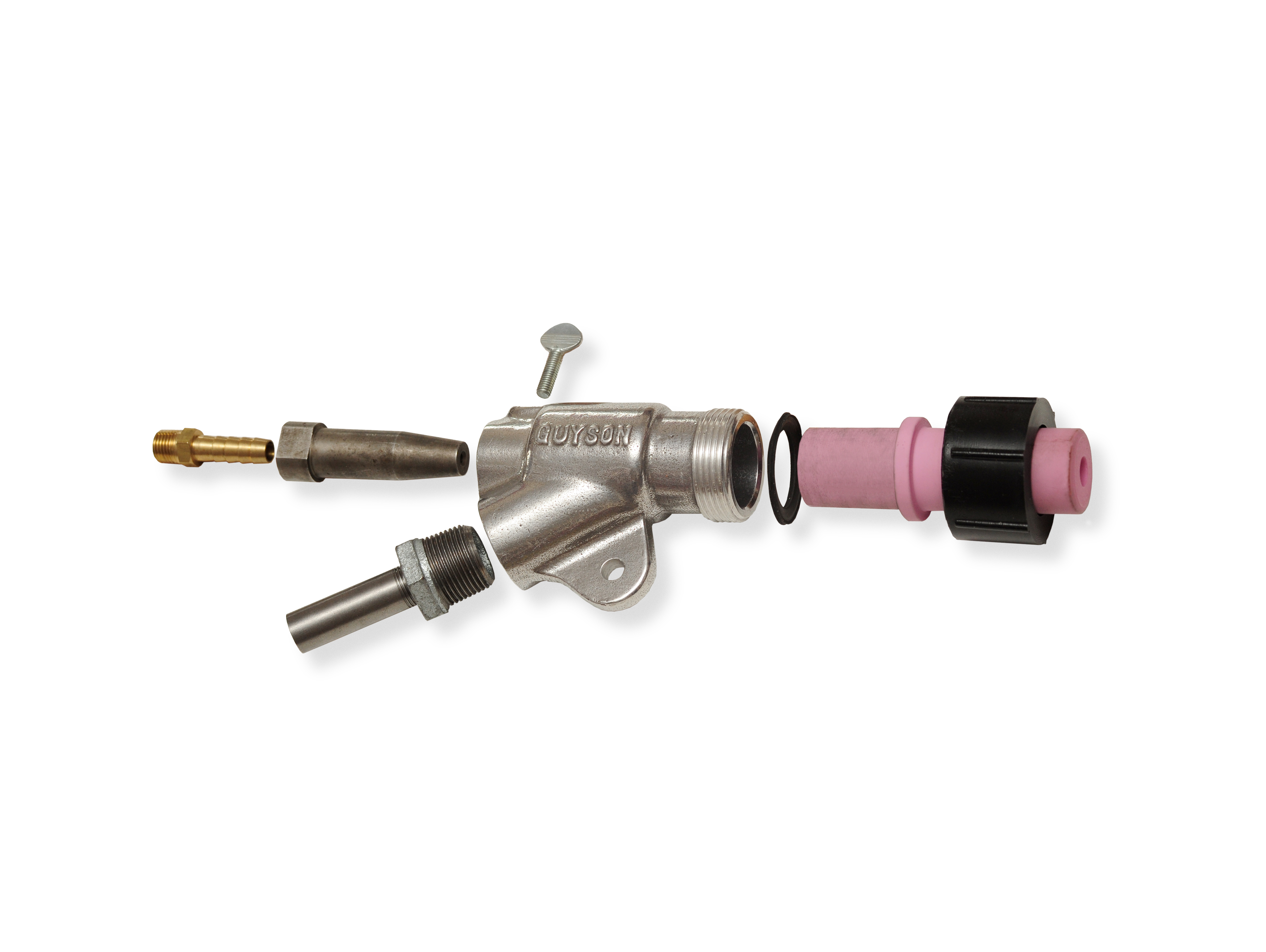
Pistola per sabbiatura

L'abrasivo viene collocato nel serbatoio. La quantità viene dosata per mezzo di una apposita valvola di regolazione che consente una opportuna miscela con l'aria compressa.  
La miscela abrasivo+aria, viene spinta attraverso il tubo per abrasivo. Quindi fuoriesce dall'ugello di sabbiatura dove subisce un'accelerazione che consente alla miscela di raggiungere ad altissima velocità la superficie da trattare. 
Se si lavora a una pressione di 7 bar, la velocità di uscita dall'ugello è di circa 80 m/s.

## Applicazioni

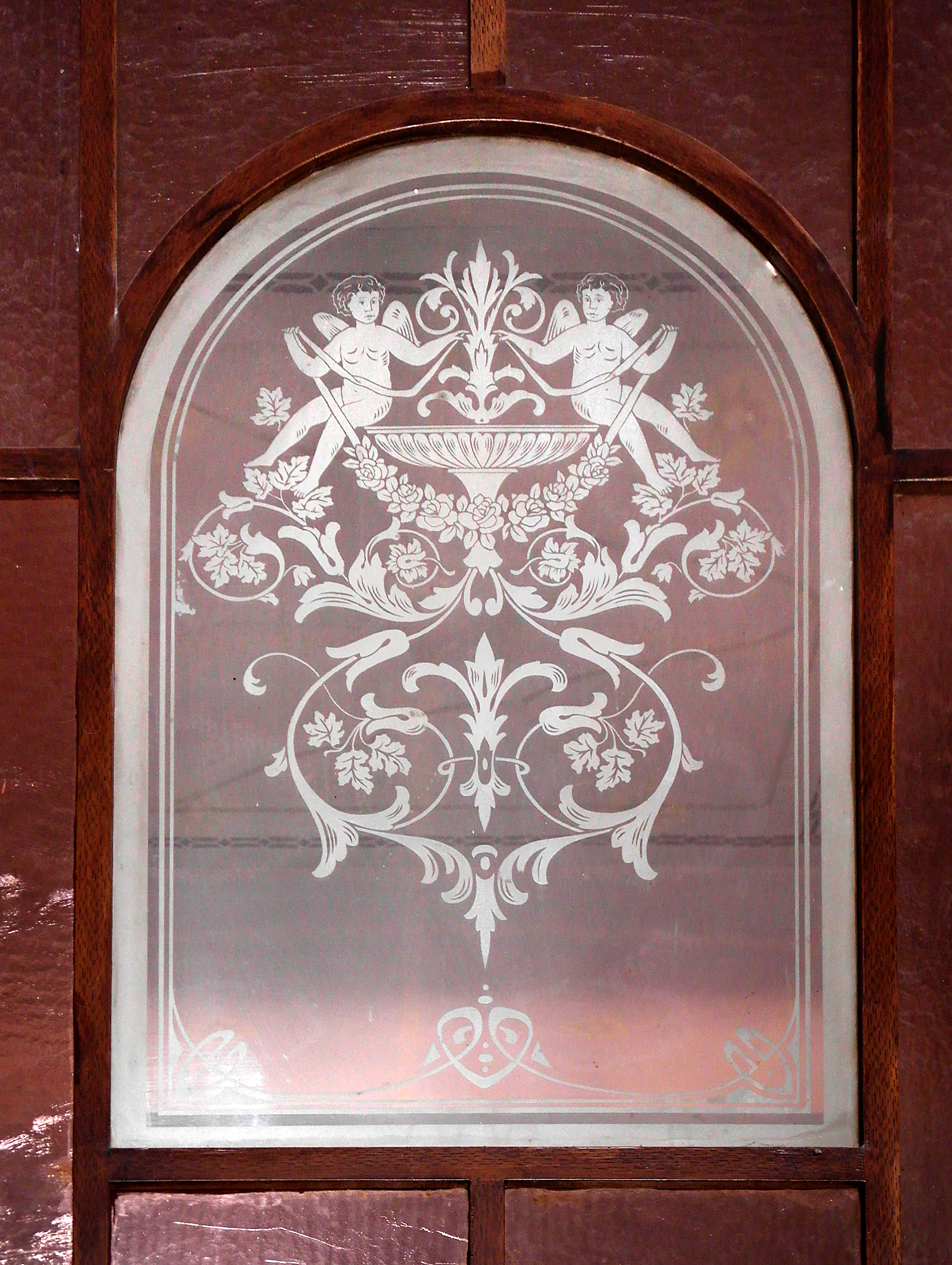
Vetro sabbiato

La sabbiatura consente di lavorare con un alto rendimento in quanto, a seconda della potenza del compressore, è possibile eiettare contro la superficie da trattare, dai 100 ai 600 kg/ora di abrasivo tipo sabbia silicea.
Per lavori di bricolage, esistono dispositivi opzionali in dotazione alle macchine idropulitrici per mezzo dei quali è possibile eseguire la sabbiatura utilizzando l'acqua come elemento veicolante della sabbia. Tali dispositivi sono costituiti da uno speciale ugello dotato di un raccordo al quale è collegato un semplice tubo flessibile da immergere nel secchio contenente la sabbia. Nel caso si usi sabbia comune è opportuno avere l'accortezza di setacciarla preventivamente per evitare il rischio che eventuali granuli sovradimensionati otturino l'ugello. È inoltre consigliabile assicurarsi che la sabbia sia perfettamente asciutta: infatti la depressione atmosferica creata dal getto d'acqua aspirante la sabbia abbassa notevolmente la temperatura in prossimità dell'ugello, pertanto è sufficiente un lievissimo grado di umidità della sabbia per creare nella stessa grumi umidi che lo intaserebbero in breve tempo.

## Sicurezza
La potenza della sabbiatrice genera un potenziale pericolo per l'operatore e per l'ambiente circostante se usato senza le dovute precauzioni.
Alcune cabine di sabbiatura hanno guanti integrati nella macchina.